# 本德斯加德湖
54°50′28″N 8°45′52″E / 54.84114°N 8.764315°E
本德斯加德湖（德語：Bundesgaarder See），是德國的湖泊，位於該國北部石勒蘇益格-荷爾斯泰因州，由北弗里斯蘭縣負責管轄，面積0.56平方公里，平均水深2米，最大水深3米，湖岸線長度14公里。